# Pygostolus patriarchicus
Pygostolus patriarchicus är en stekelart som beskrevs av Charles Thomas Brues 1937. Pygostolus patriarchicus ingår i släktet Pygostolus och familjen bracksteklar. Inga underarter finns listade i Catalogue of Life.